# Dactylotum bicolor
Dactylotum bicolor é uma espécie de gafanhoto da família Acrididae. É nativa dos Estados Unidos, Canadá e norte do México e exibe aposematismo (coloração de advertência). Foi descrito pela primeira vez pelo entomologista alemão Toussaint de Charpentier em 1843.

## Descrição
Dactylotum bicolor cresce até um comprimento médio de cerca de 20 milímetros (0,8 pol) para machos e 35 milímetros (1,4 pol) para fêmeas. É predominantemente preto com manchas avermelhadas e amareladas distintas, um protórax verde-claro e almofadas alares verde-claras. A tíbia da perna traseira possui de seis a oito espinhos. Esta espécie não desenvolve asas e não consegue voar.
São reconhecidas três subespécies:
- D. b. bicolor – Norte do Texas, Novo México e México
- D. b. pictum – Parte norte e leste da área de distribuição
- D. b. variegatum – Sul do Arizona e parte oeste da área de distribuição

A coloração varia em toda a área de distribuição do inseto, com D. b. pictum sendo preto com pouco vermelho, D. b. variegatum tendo marcações vermelhas distintas e D. b. bicolor tendo um brilho roxo ou violeta na cor preta de fundo.
Antes da descoberta de Dichroplus silveiraguidoi no Uruguai em 1956, Dactylotum bicolor tinha o menor número conhecido de cromossomos entre as espécies de gafanhotos, com dezessete cromossomos acrocêntricos.

## Distribuição ehabitat
É encontrada em pradarias de grama curta, pastagens desérticas, áreas com vegetação rala e campos de alfafa em todas as Grandes Planícies Ocidentais dos Estados Unidos (e sul do Canadá), ao sul do Arizona, Novo México, Texas e no norte do México.

## Biologia
Seus ovos são depositados em solo macio em vários lotes de cerca de cem. Eles passam o inverno e eclodem no final da primavera ou início do verão, com os adultos presentes até setembro ou outubro. Há uma única geração a cada ano.
Embora os gafanhotos arco-íris adultos sejam polífagos e se alimentem de muitas espécies de plantas, as ninfas se alimentam inteiramente do falso salgueiro de Wright (Baccharis wrightii) no Arizona e no Novo México. Foi descoberto que as ninfas se orientam em relação ao sol, posicionando-se ao redor do arbusto para termorregular (manter a temperatura corporal dentro de uma faixa aceitável). De manhã e à noite eles se alimentam perto do chão, em pleno sol, mas ao meio-dia eles se movem para o centro sombreado. À noite, eles se empoleiram nos galhos mais altos do arbusto, mas isso pode ser principalmente para evitar predadores terrestres.
A coloração do inseto mostrou-se aposemática em um experimento de predação por pequenos lagartos-de-cauda-de-chicote-listrados. Esses gafanhotos de cores brilhantes eram menos atraentes para os lagartos como alimento do que o Trimerotropis sp de cores crípticas e tamanho similar, embora os lagartos não estivessem familiarizados com o gafanhoto arco-íris, que não estava presente em seu habitat natural. Os lagartos podem ter encontrado anteriormente outras presas com cores de advertência, como percevejos fedorentos, percevejos de sementes ou formigas de veludo. O gafanhoto também é desagradável para os pássaros.